# آساچا
آساچا (انگلیسی: Asacha) یک کوه آتشفشانی در شبه‌جزیره کامچاتکای کشور روسیه است.